# IC 1104
IC 1104 — галактика типу * (зірка) у сузір'ї Терези.
Цей об'єкт міститься в оригінальній редакції індексного каталогу.